# The True Meaning
The True Meaning – drugi studyjny album amerykańskiego rapera Cormegi wydany w 2002 roku nakładem wytwórni Legal Hustle Records.

## Lista utworów
| #  | Tytuł                                 | Producent        |
| -- | ------------------------------------- | ---------------- |
| 1  | "Introspective"                       | Emile            |
| 2  | "Verbal Graffiti"                     | Hangmen 3        |
| 3  | "Live Ya Life"                        | J. Waxx Garfield |
| 4  | "Ain't Gone Change"                   |                  |
| 5  | "The True Meaning"                    | DR Period        |
| 6  | "A Thin Line"                         | Buckwild         |
| 7  | "The Legacy"                          | The Alchemist    |
| 8  | "Love in Love Out"                    | J.Love           |
| 9  | "The Come Up" (feat. Large Professor) | Large Professor  |
| 10 | "Built for This"                      | J. Waxx Garfield |
| 11 | "Soul Food"                           | J. Waxx Garfield |
| 12 | "Take These Jewels"                   | Hi-Tek           |
| 13 | "Endangered Species"                  | J.Love           |
| 14 | "Therapy"                             | Hot Day Dante    |